# Rivière Oromocto
L'Oromocto est une rivière située au sud du Nouveau-Brunswick, au Canada.

## Géographie
Elle est formée de la jonction du Bras Nord et du Bras Sud près de Fredericton Junction et coule dans la direction nord-nord-est pendant 42 km jusqu'à se jeter dans le fleuve Saint-Jean à Oromocto.
Le Bras Nord, qui fait 45 km de long, coule dans la direction est-nord-est à partir du Lac Oromocto, passant par les villages de Tracy et de Fredericton Junction. Le Bras Sud, qui fait 39 km de long, coule dans la direction nord-nord-est et prend sa source dans le Lac Oromocto Sud